# Ommexecha brunneri
Ommexecha brunneri is een rechtvleugelig insect uit de familie Ommexechidae. De wetenschappelijke naam van deze soort is voor het eerst geldig gepubliceerd in 1884 door Bolívar.